# 2952 Ліліпутія
2952 Ліліпутія (2952 Lilliputia) — астероїд головного поясу, відкритий 22 вересня 1979 року.
Тіссеранів параметр щодо Юпітера — 3,561.